# Dmitriy Vasilyev (biathlon)
Pour les articles homonymes, voir Dmitri Vassiliev et Vassiliev.
Dmitri Vladimirovitch Vassiliev (en russe : Дмитрий Владимирович Васильев), né le 8 décembre 1962 à Leningrad, est un biathlète soviétique, médaillé olympique et champion du monde.

## Biographie
Lors de la saison 1982-1983 de Coupe du monde, Vassiliev remporte l'unique victoire individuelle de sa carrière à l'individuel d'Holmenkollen (19/20 au tir).
Aux Jeux olympiques d'hiver de 1984 à Sarajevo, Vasilyev a remporté une médaille d'or avec l'équipe de relais soviétique (avec Yuri Kachkarov, Algimantas Šalna et Sergey Bulygin) et une autre médaille d'or aux Jeux olympiques d'hiver de 1988 à Calgary (avec Sergei Tchepikov, Alexander Popov et Valeri Medvedtsev). Entre-temps, il devient champion du monde de cette discipline en 1986.

## Palmarès

### Jeux olympiques d'hiver
| Épreuve / Édition | Individuel | Sprint | Relais                         |
| ----------------- | ---------- | ------ | ------------------------------ |
| JO 1984 Sarajevo  | 32e        | -      | Médaille d'or, Jeux olympiques |
| JO 1988 Calgary   | -          | 9e     | Médaille d'or, Jeux olympiques |

### Championnats du monde
- Mondiaux 1986 à Oslo
  -  Médaille d'or en relais.
- Mondiaux 1987 à Lake Placid
  -  Médaille d'argent en relais.

### Coupe du monde
- Meilleur classement général : 10e en 1987[1].
- 6 podiums individuels, dont 1 victoire.

### National
- 2 titres de champion d'URSS en individuel[2].

## Distinctions
- Ordre de l'Insigne d'honneur
- Ordre de l'Amitié des peuples
- Maître émérite du sport de l'URSS